# Tove Elise Madland
Tove Elise Madland (nascida a 10 de março de 1965) é uma política norueguesa do Partido Trabalhista. Ela é membro do Storting desde 2021.

## Carreira
De Randaberg, Madland estabeleceu-se em Vindafjord como profissional de saúde e tem trabalhado nos sindicatos e na política local. Ela foi membro do conselho municipal de Vindafjord desde 1995 e serviu como vice-presidente em Vindafjord de 2019 a 2021.
Ela foi eleita representante no Storting pelo círculo eleitoral de Rogaland para o período 2021-2025, pelo Partido Trabalhista. No Storting, foi membro da Comissão Permanente de Escrutínio e Assuntos Constitucionais a partir de 2021.